# Criptozoologia

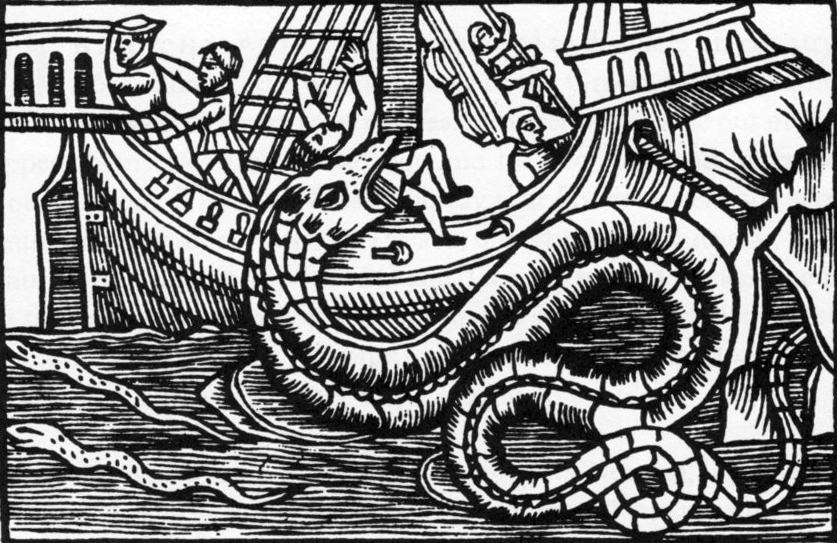
Una serp marina gegant del llibre Historia de gentibus septentrionalibus de l'autor Olaus Magnus (1555). Bernard Heuvelmans, pare de la criptozoologia, va dedicar diversos estudis a aquestes criatures.

La criptozoologia és una pseudociència de base folklòrica. Té com a objectiu la recerca de suposades espècies animals desconegudes per la ciència, però de les quals es té notícia a través de relats, descripcions, representacions artístiques o altres fonts indirectes.
El terme criptozoologia (del grec kryptos, zoos i logos) va ésser creat per Bernard Heuvelmans i significa literalment l'estudi dels animals ocults. Ell va definir la criptozoologia com: "Zoologia predictiva aplicada al camp dels descobriments zoològics". Aquesta definició s'ajusta a l'esperit de la International Society of Cryptozoology, co-fundada el 1982 pel propi Heuvelmans i de la qual en va ser el President.

## El mot críptid
L'objecte d'estudi de la criptozoologia són els "críptids", que segons Loren Coleman (antropòleg i zoòleg), són "qualsevol espècie animal desconeguda o de la que es pensa que està extingida, però que pugui haver sobreviscut en èpoques modernes, i espera el redescobriment dels científics" i segons el propi creador de la criptozoologia Bernard Heuvelmans deuen ser desconeguts i tan singulars que puguen ser mitificables. Aquestes espècies es podrien conèixer de manera indirecta a través de les descripcions i relats de les comunitats humanes que habiten a prop d'ells. La criptozoologia, per tant, requeriria l'ajut de disciplines com la mitologia, la lingüística, l'arqueologia, l'etnologia i la història.

## Arguments dels criptozoòlegs a favor de la criptozoologia com a disciplina científica

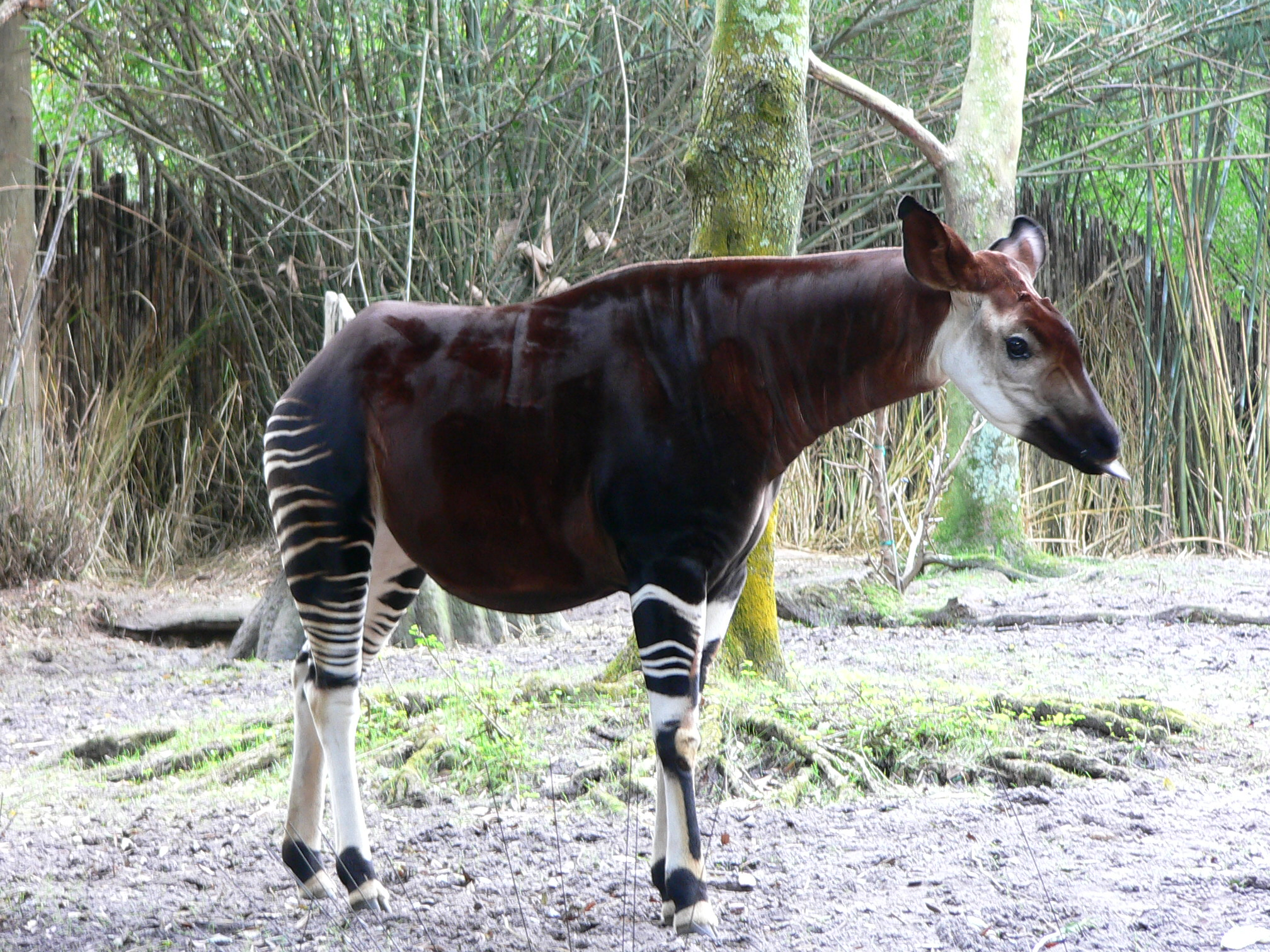
L'ocapi constitueix per molts criptozoòlegs un exemple de la utilitat de la seva disciplina, ja que va ser descobert per la ciència, a finals del, a partir de les descripcions dels pigmeus de la vora del riu Congo, a l'Àfrica.

Pels criptozoòlegs, la seva disciplina no és una pseudociència, ja que es basa en premisses molt diferents a l'astrologia, ufologia, parapsicologia, etc. Les pseudociències es caracteritzen per l'escàs formalisme, manca de raonaments matemàtics i lògics, les hipòtesis no falsables, la manca de suport en altres disciplines i les doctrines invariables. La seva concepció del món contradiu les lleis universalment admeses per la física i moltes vegades van en contra del sentit comú. La ciència en canvi, està en canvi continu, enriquint-se a si mateixa, i posant en judici allò que està provat. Des d'aquest punt de vista, segons els seus defensors, la criptozoologia no tindria res a veure amb les pseudociències. Se sol posar com a exemple que l'exobiologia, l'estudi de la vida extraterrestre, és considerada una ciència, encara que fins al moment no s'ha descobert cap forma de vida fora del nostre planeta.
1. La criptozoologia és objectiva. La criptozoologia no és únicament accessible als «iniciats» i es basa en una sèrie de fets que ningú pot discutir:
  1. L'inventari faunístic del nostre planeta no està complet, ni de bon tros.
  2. En l'actualitat se segueixen descobrint animals de gran talla, és a dir, espècies noves per a la ciència. Aquests animals de gran talla suposen una sorpresa només els zoòlegs, però no per als nadius de les regions on han estat descoberts.[8][9]
  3. El seu descobriment a vegades es prolonga durant anys, dècades o inclús segles.
  4. El seu retrat robot i les afinitats zoològiques es poden predir abans del seu descobriment oficial.
2. La criptozoologia és formalista. La criptozoologia ha fet ús freqüent de l'estadística, des de Oudemans al segle xix, fins avui en dia amb els treballs de Heuvelmans i els seus successors. Cryptozoology, el butlletí interdisciplinari de la Societat Internacional de Criptozoologia ha publicat valuoses aportacions a les «matemàtiques criptozoològiques», com és el cas dels càlculs de Paul LeBlond sobre les dimensions del «monstre» del llac Champlain.[10]
3. La criptozoologia promulga hipòtesis que són falsables. La criptozoologia es recolza en dades que poden ésser verificades: els criptozoòlegs empren des de fa dècades bibliografia, referències citades, mètodes d'investigació, anàlisis biològiques, etc. Les seves afirmacions estan obertes a discussió, com mostren les enceses polèmiques de Cryptozoology.
4. La criptozoologia es recolza en altres disciplines. La investigació criptozoològica és interdisciplinària, ja que es fa ús de la zoologia, per descomptat, però també de la paleontologia, l'anatomia, l'etologia, l'ecologia, la taxonomia, la psicologia, l'arqueologia, la lingüística, etc.; mentre que l'astrologia, per exemple, que és una pseudociència, no té res a veure amb l'astronomia.
5. La criptozoologia es guia pel principi de l'economia d'hipòtesis. La criptozoologia no contradiu les lleis de la física, al contrari que la psicokinesis o la levitació, per exemple; ja que l'existència d'espècies i subespècies animals que encara no han estat catalogades per a la ciència és confirmada contínuament per nous descobriments, com els de grans mamífers recentment descrits al Vietnam.[11]

## Arguments dels científics en contra de la criptozoologia com a disciplina científica

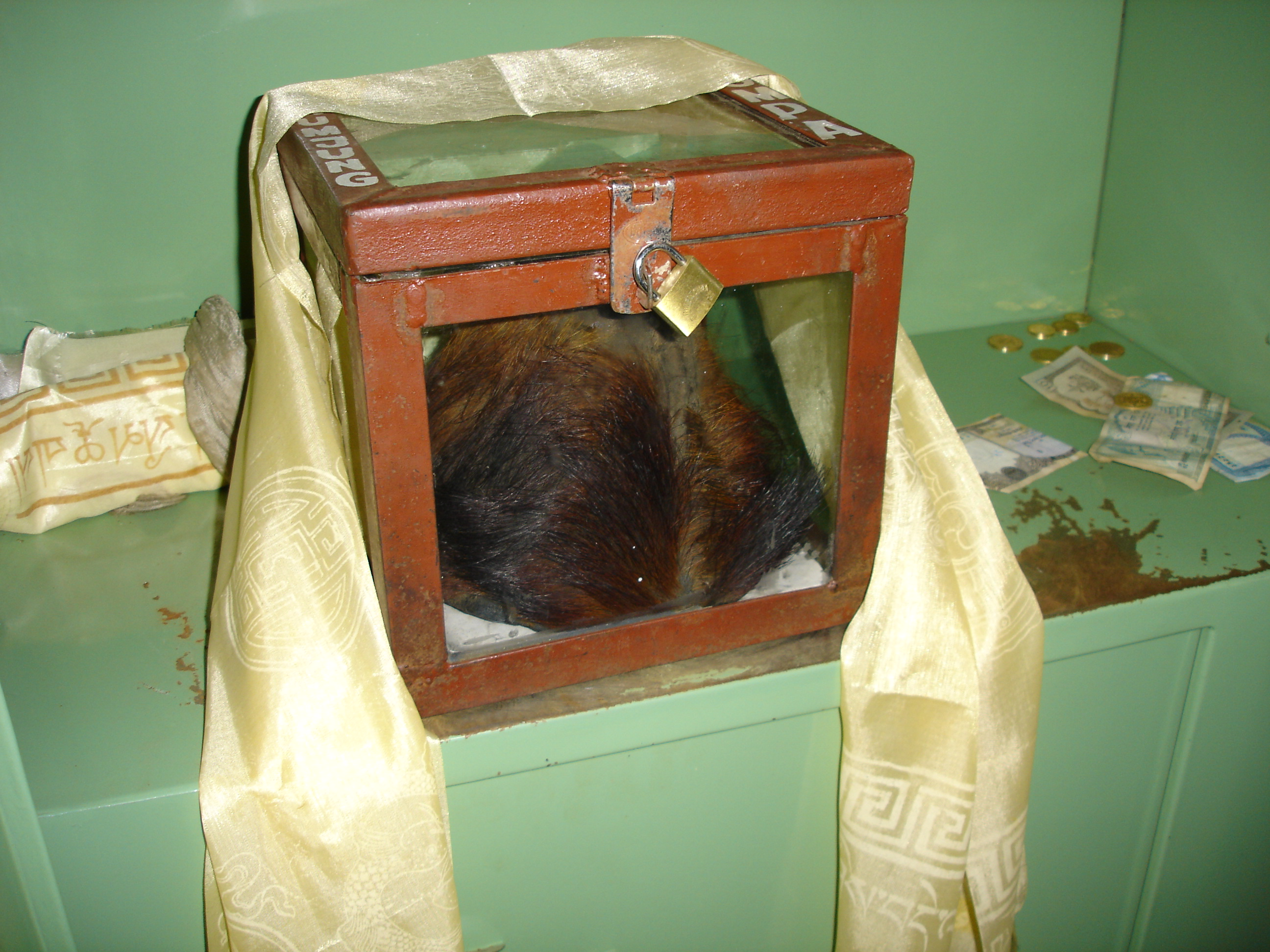
Suposat cuir cabellut d'un ieti. A mitjan segle XX es va descobrir que el pèl segurament no pertanyia a un primat, sinó a un ungulat.

Entre els arguments dels científics en contra de considerar la criptozoologia una disciplina científica, destaquen:
- Alguns criptozoòlegs modifiquen radicalment les característiques d'éssers mitològics o llegendaris per fer quadrar amb els trets d'animals extingits i així donar-los versemblança. És el cas del mapinguari: els nadius de les selves de Brasil i Bolívia el descriuen com un monstre humanoide horripilant que dona forts crits, té els peus girats del revés i posseeix una boca pudenta a l'abdomen. Per als criptozoòlegs, però, podria ser l'herbívor megateri.
- Els criptozoòlegs mai han descobert realment ni un sol "críptid" ni trobat proves científicament convincents de la seva existència. Els zoòlegs, en canvi, troben cada any centenars d'espècies noves. Per això, la criptozoologia pretén fer seus certs descobriments de la zoologia, i donar-li les característiques d'un "críptid". Un cas que solen citar els criptozoòlegs com a descobriment d'un críptid és el del kraken, del qual al·leguen que correspon a diverses espècies de  calamars gegants.
- A diferència del que proclamen els criptozoòlegs, la criptozoologia falla en utilitzar el mètode científic, ja que aquest requereix que les hipòtesis siguin descartades quan no es compleixin les seves prediccions. La creença en els "críptids", en canvi, se sosté indefinidament sense que els resultats negatius l'afectin. La manca de proves es justifica amb explicacions ad hoc ("és un animal tímid", "s'amaga en àrees poc explorades", "la seva població és molt escassa", etc.). Igualment, de forma equivocada, hi ha "críptids" originats en el folklore als quals s'assignen noms zoològics (violant les normes de la  nomenclatura zoològica), se'ls descriu o se'ls identifica amb animals fòssils, sense disposar d'un espècimen.
- En nombroses ocasions, alguns criptozoòlegs no accepten els arguments científics que van en contra de les presumptes proves. Exemple d'això és el que passa amb les suposades petjades del Ieti, les mostres de pèl de l'Orang pendek, o els nombrosos vídeos i fotografies de les criatures lacustres, les quals han estat descartades com proves científiques.[13]
- Una de les grans dificultats amb què compten alguns casos d'estudi de la criptozoologia és que resulta impossible des d'un punt de vista racional i científic explicar l'existència de certs animals singulars. L'explicació és senzilla: aquells que mantenen l'existència de certs éssers, com el monstre del llac Ness, obliden que l'existència d'un únic individu d'una espècie de manera indefinida a la natura, és genètica i naturalment impossible. Cal una població mínima d'individus d'una espècie per aconseguir la reproducció i assegurar la necessària diversitat genètica que els faci subsistir en el seu medi. Així, en admetre l'existència de "Nessie" per exemple, s'estaria admetent implícitament l'existència no d'un sol individu sinó d'una població genèticament viable d'aquests suposats éssers.